# Mike Themsen
Mike Themsen, né le 10 mars 2006 à Hundested au Danemark, est un footballeur danois jouant au poste d'ailier gauche au Randers FC.

## Biographie

### En club
Né à Hundested au Danemark, Mike Themsen commence le football avec le club local du Hundested IK avant d'être formé par le FC Nordsjælland. Il rejoint ensuite le FC Helsingør en 2020, intégrant l'équipe des moins de 15 ans. Il s'impose notamment avec l'équipe des moins de 17 ans du club, en devenant capitaine puis joue avec les moins de 19 ans. Lors de l'été 2023, Mike Themsen rejoint le Randers FC, où il fait dans un premier temps partie de l'équipe des moins de 19 ans du club. Le transfert est annoncé dès le 25 mai 2025. 
Il joue son premier match en professionnel le 7 avril 2024, à l'occasion d'une rencontre de championnat face au Hvidovre IF. Il entre en jeu à la place de Noah Shamoun et son équipe s'impose par trois buts à un.
Le 3 juin 2024, Mike Themsen signe un nouveau contrat avec Randers, d'une durée de trois ans, soit jusqu'en juin 2027.

### En sélection
Mike Themsen représente le Danemark en sélection, commençant avec l'équipe des moins de 18 ans, avec laquelle il fait une apparition en 2024.